# داران (جلفا)
داران هي قرية في مقاطعة جلفا، إيران. يقدر عدد سكانها بـ 900 نسمة بحسب إحصاء 2016.